# Astra
Astra — третій студійний альбом англійської групи Asia, який був випущений 20 листопада 1985 року на лейблі Geffen Records.

## Композиції
1. Go — 4:07
2. Voice of America — 4:27
3. Hard on Me — 3:34
4. Wishing — 4:15
5. Rock and Roll Dream — 6:50
6. Countdown to Zero — 4:14
7. Love Now till Eternity — 4:11
8. Too Late — 4:11
9. Suspicion — 3:45
10. After the War — 5:08

## Склад
- Джефф Даунс[en] — клавішні
- Менді Меєр[en] — гітари
- Карл Палмер — ударні, перкусія
- Джон Веттон — вокал, бас-гітара